# Insular Mountains
Die Insular Mountains sind ein Gebirgszug der Pacific Coast Ranges an der Küste von British Columbia, Kanada. Sie umfassen im südlichen Bereich die Vancouver Island Ranges und im nördlichen Bereich die Queen Charlotte Mountains. Die Insular Mountains sind schroff, teilweise sind die Gipfel im Strathcona Provincial Park mehr als 2.000 m (6.562 ft) hoch. Der höchste unter ihnen ist der Golden Hinde auf Vancouver Island, der 2195 m (7,207 ft) erreicht.
Obwohl der Coast Mountain Range üblicherweise als der am weitesten westlich befindliche Gebirgszug der Pacific Cordillera bezeichnet wird (da es die westlichste Strecke auf der Hauptlandmasse an diesem Punkt ist), sind in Wirklichkeit die Insular Mountains der am weitesten westlich befindliche Gebirgszug.

## Geologie
Die Insular Mountains sind noch nicht vollständig über den Meeresspiegel aufgetaucht, und Vancouver Island sowie die Inselgruppe Haida Gwaii sind nur die höheren Ebenen des Bereichs, der tatsächlich während der letzten Eiszeit der Sonne ausgesetzt war (die maximale Eisfläche besaßen sie vor zirka 18.000 Jahren), als der Festlandsockel in diesem Gebiet eine breite Küstenebene war.
Die Insular Mountains entstanden, als eine Kette von aktiven Vulkaninseln (the Insular Islands) in der mittleren Kreidezeit auf den nordamerikanischen Kontinent prallte. Der Typ von Felsen, die die Insular Mountains formte sind Turbidit und Kissenlava. Plutone aus Granit kommen selten bei Inselgebirgen vor, nicht so bei den Coast Mountains. Das Gebiet der Insular Mountains erstreckt sich über ein Gebiet von 133.879 km² (51.691 mi²). Die Region gehört zum Pazifischen Feuerring und es sind häufig seismische Aktivitäten festzustellen, da die Pazifische Platte und die Juan de Fuca-Platte in den Erdmantel gedrückt werden. Große Erdbeben haben zum Zusammenbruch von Bergen, zu Erdrutschen und zu Erdspalten geführt. Vancouver Island wurde dabei unter anderem durch das Erdbeben von 1946 erschüttert, welches eine Stärke von 7,3 auf der Momenten-Magnituden-Skala erreichte und das zu den stärksten Erdbeben in der neueren kanadischen Geschichte gehört. Es hatte sein Epizentrum auf dem Forbidden Plateau zwischen dem Mount Albert Edward im Südwesten und dem Mount Washington im Nordosten.
Während der letzten Kälteperiode wurden fast alle diese Berge von Eis eingefasst. Gletscher, die hinunter zum Pazifischen Ozean liefen, schliffen die Täler und führten zur Bodenerosion. Diese Täler wurden in Fjorde verwandelt, als das Eis schmolz und der Meeresspiegel anstieg. Eiszeitreste können heute noch beobachtet werden, beispielsweise der Comox Glacier in den Vancouver Island Ranges.

## Teil-Gebirgszüge

### Haida Gwaii
- Queen Charlotte Mountains, auf den Haida-Gwaii-Inseln (vormals auch bekannt unter dem Namen Queen Charlotte Islands):

1. Cameron Range: An der Westseite von Graham Island
2. Crease Range: Zentral-nördliches Graham Island
3. McKay Range: An der Südseite von Graham Island
4. San Christoval Range: An der Westseite von Moresby Island

### Vancouver Island

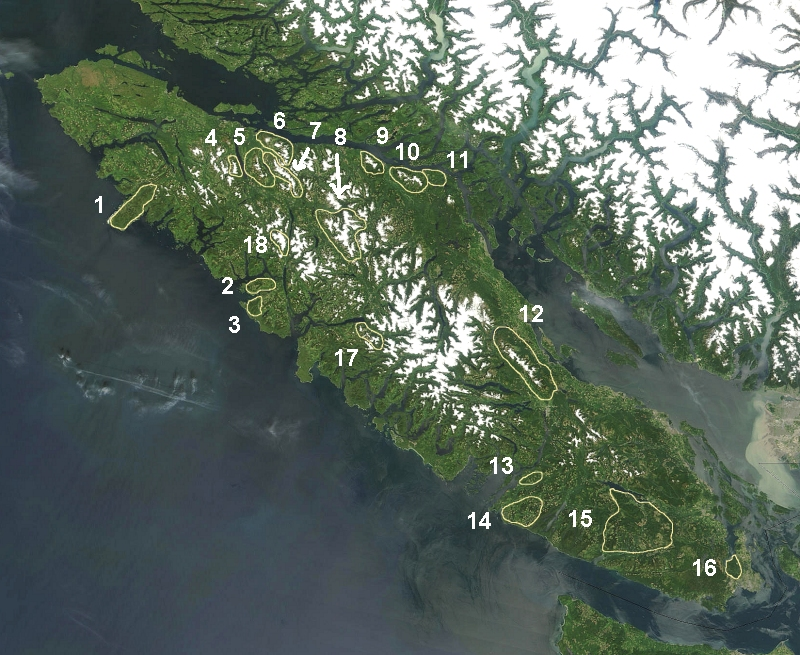
Named Ranges of Vancouver Island

- Vancouver Island Ranges, auf Vancouver Island:

1. Refugium Range: Auf der Brooks-Halbinsel
2. Sophia Range: Auf Nootka Island, auf der Halbinsel zwischen dem Esperanza Inlet und dem Nuchatlitz Inlet
3. Genevieve Range: Nootka Island
4. Karmutzen Range: Zwischen dem Nimpkish Lake, dem Tlakwa Creek und dem Karmuzten Creek
5. Hankin Range: Zwischen dem Nimpkish Lake und dem Bonanza Lake
6. Franklin Range: Nahe der Robson Bight auf der Johnstone Strait zwischen dem Tsitika River und dem Kokish River
7. Bonanza Range: Zwischen dem Nimpkish River und dem Tsitika River nahe dem Bonanza Lake
8. Sutton Range: Zwischen dem Nimpkish River, dem White River, dem Oktwanch River und dem Gold River
9. Newcastle Range: Johnstone Strait, westlich des Sayward-Kelsey Bay und nordöstlich des Adams River
10. Prince of Wales Range: Ostküste von Vancouver Island 40 km (25 mi) nördlich vom Campbell River
11. Halifax Range: Entlang der Johnstone Strait zwischen dem Amor de Cosmos Creek und dem Pye Creek
12. Beaufort Range: Nördlich von Port Alberni und westlich von Qualicum Beach
13. Pelham Range: Zwischen dem Sarita River und dem Alberni Inlet
14. Somerset Range: Zwischen dem The Pacheena-Sarita River basins und dem Klanawa River (zwischen dem Nitinat Lake und dem Imperial Eagle Channel)
15. Seymour Range: Between dem Tal des Cowichan Lake, dem San Juan River und dem Gordon River
16. Gowlland Range: Nahe Victoria zwischen dem Saanich Inlet und der Brentwood Bay. Einschließlich Mount Work Regional Park
17. Pierce Range: Südlich des Gold River zwischen dem Jacklah River und dem Burman River
18. Haihte Range: Zwischen dem Tashsis River, dem Nomash River, dem Zeballos Lake und dem Woss Lake

Die Elk River Mountains, die sich im Strathcona Provincial Park befinden, werden manchmal als Range klassifiziert.